# Ngũ Phụng (bãi ngầm)
Bãi Ngũ Phụng (tiếng Anh: Northeast Shea hay Northeast Shoal; tiếng Trung: 校尉暗沙, bính âm: Xiàowèi Ànshā) là một bãi ngầm thuộc cụm An Bang (cụm Thám Hiểm) của quần đảo Trường Sa. Tọa độ của bãi ngầm này là 8°31'0" N, 115°15'0". Bãi ngầm này nằm về phía bắc Đá Công Đo (do Philippines kiểm soát) khoảng 34 km và nằm về phía đông nam của Đá Tiên Nữ (do Việt Nam kiểm soát) khoảng 72 km.
Bãi ngầm Ngũ Phụng là đối tượng tranh chấp giữa Việt Nam, Đài Loan, Philippines, Malaysia và Trung Quốc. Hiện chưa rõ nước nào đang kiểm soát bãi ngầm này.